# Renart, a róka
A Renart, a róka (eredeti cím: Le Roman de Renart) 2005-ben bemutatott francia–luxemburgi–belga 2D-s számítógépes animációs film, amelyet Thierry Schiel rendezett. Az animációs játékfilm producerei Sophia Kolokouri és Thierry Schiel. A forgatókönyvet Thierry Schiel és Erika Strobel írta, a zenéjét Alain Mouysset szerezte. 
Az Oniria Pictures gyártásában készült, a TFM Distribution forgalmazásában jelent meg. Franciaországban 2005. augusztus 2-án, Luxemburgban 2005. augusztus 12-én mutatták be a mozikban, Magyarországon 2006. október 17-én adták ki DVD-n.

## Szereplők
| Szereplő           | Eredeti hang        | Magyar hang                |
| ------------------ | ------------------- | -------------------------- |
| Renart             | Frédéric Diefenthal | Csőre Gábor                |
| Lötifuti           | Lorànt Deutsch      | Besenczi Árpád             |
| Vicsordas          | Marc Bretonnière    | Barbinek Péter             |
| Bernard kancellár  | Hervé Jolly         | Kassai Károly              |
| Hermeline          | Julie Lund          | Zsigmond Tamara            |
| Theo               | Corinne Bouche      | Morvay Bence               |
| Nicolette          | Catherine Privat    | Kántor Kitty               |
| Nobel király       | Henri Poirier       | Kristóf Tibor              |
| Fiere királynő     | Élisabeth Fargeot   | Németh Kriszta             |
| Hersent            | Denise Metmer       | Náray Erika                |
| Brun               | Gérard Surugue      | Vass Gábor                 |
| Tibert             | Antoine Nouel       | Vincze Gábor Péter         |
| Chanticleer        | Patrick Préjean     | Kapácsy Miklós             |
| Epiant             | Denis Laustriat     | Bolla Róbert               |
| Disznó szerzetesek | N/A                 | Bodrogi Attila Vári Attila |
| Halász             | N/A                 | Garamszegi Gábor           |

## Televíziós megjelenések
RTL Klub 